# Sabine Egger

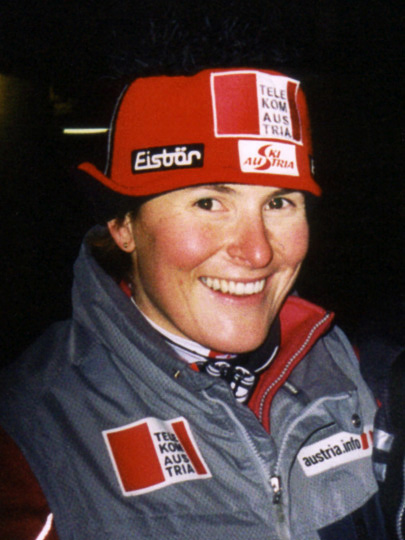

Sabine Egger nació el 22 de abril de 1977 en Klagenfurt (Austria), es una esquiadora retirada que ganó 1 Copa del Mundo en Eslalon y tiene 2 victorias en la Copa del Mundo de Esquí Alpino (con un total de 8 podiums).

## Resultados

### Juegos Olímpicos de Invierno
- 1998 en Nagano, Japón
  - Eslalon: 5.ª

### Campeonatos Mundiales
- 2001 en Sankt Anton am Arlberg, Austria
  - Eslalon: 4.ª
- 2003 en St. Moritz, Suiza
  - Eslalon: 9.ª

### Copa del Mundo

#### Clasificación general Copa del Mundo
- 1994-1995: 72.ª
- 1995-1996: 70.ª
- 1996-1997: 33.ª
- 1997-1998: 20.ª
- 1998-1999: 17.ª
- 1999-2000: 23.ª
- 2000-2001: 57.ª
- 2001-2002: 60.ª
- 2002-2003: 45.ª
- 2003-2004: 37.ª
- 2004-2005: 48.ª

#### Clasificación por disciplinas (Top-10)
- 1996-1997:
  - Eslalon: 9.ª
- 1997-1998:
  - Eslalon: 8.ª
- 1998-1999:
  - Eslalon: 1.ª
- 1999-2000:
  - Eslalon: 6.ª

#### Victorias en la Copa del Mundo (2)

##### Eslalon (2)
| Fecha                   | Lugar         |
| ----------------------- | ------------- |
| 8 de enero de 1999      | Berchtesgaden |
| 29 de diciembre de 1999 | Lienz         |